# Savissivik
Savissivik (antigamente: Savigsivik ou Havighivik) é um assentamento em Qaasuitsup, noroeste da Gronelândia. Está situado na costa norte da Baía de Melville, é um dos assentamentos mais a norte da Gronelândia. Em 2010 tinha 66 habitantes.

## Transporte
A Air Greenland serve voos de helicóptero do Heliporto de Savissivik para o Aeroporto de Qaanaaq.

## População
A população de Savissivik diminuiu mais de 40% em relação a 1990 e 10% em relação a 2000.